# Communauté de communes de Montesquieu
Die Communauté de communes de Montesquieu ist ein französischer Gemeindeverband mit der Rechtsform einer Communauté de communes im Département Gironde in der Region Nouvelle-Aquitaine. Sie wurde am 7. Dezember 2001 gegründet und umfasst 13 Gemeinden. Der Verwaltungssitz befindet sich im Ort Martillac.

## Mitgliedsgemeinden
| Gemeinde                              | Einwohner 1. Januar 2022 | Fläche km² | Dichte Einw./km² | Code INSEE | Postleitzahl |
| ------------------------------------- | ------------------------ | ---------- | ---------------- | ---------- | ------------ |
| Ayguemorte-les-Graves                 | 1.402                    | 6,33       | 221              | 33023      | 33640        |
| Beautiran                             | 2.466                    | 6,35       | 388              | 33037      | 33640        |
| Cabanac-et-Villagrains                | 2.400                    | 69,00      | 35               | 33077      | 33650        |
| Cadaujac                              | 6.784                    | 15,33      | 443              | 33080      | 33140        |
| Castres-Gironde                       | 2.689                    | 6,97       | 386              | 33109      | 33640        |
| Isle-Saint-Georges                    | 516                      | 4,35       | 119              | 33206      | 33640        |
| La Brède                              | 4.423                    | 23,28      | 190              | 33213      | 33650        |
| Léognan                               | 10.723                   | 41,43      | 259              | 33238      | 33850        |
| Martillac                             | 3.581                    | 17,09      | 210              | 33274      | 33650        |
| Saint-Médard-d’Eyrans                 | 3.361                    | 12,72      | 264              | 33448      | 33650        |
| Saint-Morillon                        | 1.817                    | 20,40      | 89               | 33454      | 33650        |
| Saint-Selve                           | 3.668                    | 17,74      | 207              | 33474      | 33650        |
| Saucats                               | 3.446                    | 89,15      | 39               | 33501      | 33650        |
| Communauté de communes de Montesquieu | 47.276                   | 330,14     | 143              | –          | –            |